# King Krule
 (décembre 2023).
Si vous disposez d'ouvrages ou d'articles de référence ou si vous connaissez des sites web de qualité traitant du thème abordé ici, merci de compléter l'article en donnant les références utiles à sa vérifiabilité et en les liant à la section « Notes et références ».
Archy Marshall, né le 24 août 1994 à Southwark, quartier de Londres, est un chanteur, compositeur et musicien britannique. Son instrument de prédilection est la guitare. Il commence la musique sous un premier nom de scène Zoo Kid et publie un premier single, Out Getting Ribs / Has This Hit, en 2011. Puis il continue sa carrière sous le pseudonyme King Krule.
Son style est une fusion de punk jazz, indie rock, dark wave, tout en utilisant des techniques de dub.

## Biographie
Archy Marshall a étudié à l'école de Forest Hill (Londres) puis à la Brit School, une école d'art londonienne, pendant trois ans, de 2008 à 2011.
Il commença la musique sous le pseudonyme de Zoo Kid en autoproduisant un premier album U.F.O.W.A.V.E. en 2010. Il a ensuite sorti son premier single Out Getting Ribs sous le label House Anxiety en avril 2010, enregistré et mixé dans sa chambre avec ses amis Francis North et Thelonious McCabe. En juillet 2011, c'est au festival d'Hyères (France) qu'il commence à apparaître sous un nouveau pseudonyme : King Krule. Ce nom s'inspire de Kid Creole et du film d'Elvis Presley King Creole.
Archy fait également de la musique sous le nom DJ JD Sports, mais le style de musique qu'il propose sous cet alias est très différent de celui auquel il se consacre en tant que King Krule.
En 2013, peu après l'annonce de la sortie prochaine de l'album Six Feet Beneath The Moon, il annonce la sortie d'un EP de Hip-Hop sous le nouveau pseudonyme d'Edgar the Beatmaker.
Le 10 décembre 2015, il lance un nouveau projet appelé A New Place 2 Drown, développé sous forme d'un triptyque en collaboration avec son frère aîné Jack. Ce projet comporte un livre de 208 pages dans lequel sont présentés des dessins, des collages, des photos et de la poésie créés par les deux frères, un court métrage de dix minutes réalisé par Will Robson Scott et un album qu'il présente comme bande sonore du livre.
Le 13 octobre 2017, il sort son deuxième album The OOZ. À travers cet opus, il explore la monotonie du quotidien et la sensation d'étouffement provoquée par un tourbillon incessant de pensées.
Le 21 février 2020, il sort son troisième album Man Alive! avec le label XL Records. Cet album aborde encore une fois, des thèmes sinueux de la vie et de la société. Contrairement aux disques précédents, le jazz est mis de l'avant dans Man Alive! .
Le 20 juin 2024, King Krule a sorti un EP SHHHHHHH, offrant une oeuvre introspective aux sonorités brutes et minimalistes, fidèle à son style singulier .

## Discographie

### Sous le pseudonyme Zoo Kid
La musique de Zoo Kid est disponible en écoute gratuite sur son site.
- 2010 : U.F.O.W.A.V.E. (auto-produit)
- 2010 : Out Getting Ribs/Has This Hit 7" – single (House Anxiety Records)

### Sous le pseudonyme King Krule
- 2011 : King Krule EP (True Panther)
- 2013 : Six Feet Beneath The Moon (True Panther)
- 2017 : The Ooz (True Panther)
- 2020 : Man Alive! (XL Recordings)
- 2021 : You Heat Me Up, You Cool Me Down (Live) (True Panther Sounds/Matador Records)
- 2023 : Space Heavy (XL Recordings)

### Sous Archy Marshall
- 2015 : A New Place 2 Drown

### Sous le pseudonyme Edgar the Beatmaker
La musique d'Edgar the Beatmaker est disponible en écoute gratuite sur son site, mais aucun album n'a encore été publié.

## Récompenses et nominations

### Nominations
- 2012 : BBC Sound of 2013

### Nominations sous-jacentes
Une couverture du magazine Clash, dans laquelle il apparaît est nommée dans la catégorie éditoriale pour le Abbey Road Music Photography Awards 2024 .